# Astiphromma scutellatum
Astiphromma scutellatum là một loài tò vò trong họ Ichneumonidae.